# Nie tylko dla orłów
Nie tylko dla orłów – audycja satyryczna nadawana w radiowej Trójce w latach 1986–1990, w piątkowe, a później sobotnie wieczory. Twórcami programu byli Beata Michniewicz, Monika Olejnik, Alicja Resich-Modlińska, Jan Chojnacki, Marek Dalba, Jerzy Kordowicz, Wojciech Mann, Stanisław Plakwicz oraz Grzegorz Wasowski. Humor, oparty często na grze słów, przesycony był dużą dozą pure nonsensu.
Stałymi elementami każdego odcinka (tylko niektóre nie były oparte na szablonie) były m.in.:
- Refleksja na dziś – abstrakcyjna, ale zawsze bardzo trafna trawestacja znanego powiedzenia
- Odcinek dla świnek – ploteczki różowej świnki Halinki
- Doradztwo intymne – popisowy numer Jerzego Kordowicza jako Gandalfa udzielającego porad intymnych, głównie młodym chłopcom, których darzył szczególnym zainteresowaniem
- Klechdy sezonowe – gawęda o gruboskórnym żelaznym karle imieniem Wasyl (Mann i Modlińska)
- Opowieści z deszczykiem – niekończące się przygody baronowej von Schlochen na Schmelzburgu (Mann, Chojnacki i in.)
- Las człowieka – sadystyczne wynurzenia pomysłowego gajowego Boba (Plakwicz)
- Z pamiętnika doktora Wyciora – dzienniczek nieudolnego i niedokształconego lekarza (Mann)
- Spostrzeżenia pana Henia – rozmowy doktora Wyciora z jego wiernym pacjentem (Mann i Wasowski), w roli „siostry” Alicja Resich-Modlińska
- Elka gra – parodia teleturnieju „Wielka gra”, w którym pani Elka (Olejnik) odpowiada skojarzeniowo na pytania redaktora (Chojnacki) i notariusza (Stanisław Plakwicz); na uwagę zasługuje wyjątkowo bezczelna i nieznośna publiczność (Alicja Resich-Modlińska, Jerzy Kordowicz, Wojciech Mann oraz Grzegorz Wasowski)
- Wiersze najszczersze – poetyckie uniesienia zakończone zawsze przyziemną puentą
- Część artystyczna – zestaw sprośnych kupletów
- Grog z kapustą – rozmowy „Miłki Elektricznej” (Beata Michniewicz) z Mieciem (Jan Chojnacki)
- Z ostatniej chwili – abstrakcyjne doniesienie agencyjne ze świata

a także: Gabinet figur wioskowych, Lato obleśnych ludzi, Maksymy Gorkiego, Z działa ogłoszeń, Baśnie nim zgaśniesz, Teatrzyk Zmielony Balonik i in.
Poszczególne numery były oddzielane niekiedy piosenkami rock’n’rollowymi i country, natomiast jako tło muzyczne wykorzystywane były szlagiery muzyki instrumentalnej, najczęściej filmowej (Dassin, Kuźniak, Morricone, Zamfir i in.). Nieuregulowane w tamtych czasach kwestie praw autorskich do wykorzystanych utworów uniemożliwiają dziś publikację archiwalnych nagrań w całości, np. na antenie radiowej czy płytach CD.
Od 2007 r. fragmenty nagrań audycji przypominane były w niedzielnym porannym paśmie „Tanie granie” Grzegorza Wasowskiego i Wojciecha Manna. Wybór tekstów ukazał się jako Kroniki wariata z kraju i ze świata.